# Championnat du Cambodge de football 2023-2024
Navigation
Édition précédente Édition suivante
La saison 2023 du Championnat du Cambodge de football est la trente-neuvième édition du championnat national de première division au Cambodge. Les dix meilleurs clubs du pays sont regroupés au sein d'une poule unique et s'affrontent trois fois au cours de la compétition.
Phnom Penh Crown, est le tenant du titre, à la fin du championnat Preah Khan Reach FC termine à la première place et remporte son troisième titre de champion du Cambodge.

## Les clubs participants
Avec l'arrivée de deux clubs promus le championnat passe à 10 équipes participantes.
- Boeung Ket Angkor
- Nagaworld FC
- Royal Cambodian Armed Forces
- Phnom Penh Crown
- Preah Khan Reach FC
- Angkor Tiger FC
- Kirivong Sok Sen Chey FC
- Visakha FC
- ISI Dangkor Senchey FC - promu de D2
- Prey Veng FC - promu de D2

## Compétition
Dix clubs sont engagés en championnat et se rencontrent trois fois, après la saison régulière, les quatre premiers jouent pour le titre en emportant les points acquis lors de la première phase.

### Saison régulière
Le classement est établi sur le barème de points classique (victoire à 3 points, match nul à 1, défaite à 0). Pour départager les égalités, on tient d'abord compte de la différence de buts générale, puis du nombre de buts marqués, puis des confrontations directes.
| Rang | Équipe                       | Pts | J  | G  | N | P  | Bp | Bc | Diff |
| ---- | ---------------------------- | --- | -- | -- | - | -- | -- | -- | ---- |
| 1    | Preah Khan Reach FC C        | 69  | 27 | 22 | 3 | 2  | 73 | 30 | +43  |
| 2    | Phnom Penh CrownT            | 64  | 27 | 20 | 4 | 3  | 63 | 30 | +33  |
| 3    | Visakha FC                   | 44  | 27 | 14 | 2 | 11 | 53 | 40 | +13  |
| 4    | Boeung Ket Angkor            | 41  | 27 | 11 | 8 | 8  | 62 | 48 | +14  |
| 5    | Royal Cambodian Armed Forces | 39  | 27 | 12 | 3 | 12 | 46 | 39 | +7   |
| 6    | ISI Dangkor Senchey FC P     | 34  | 27 | 10 | 4 | 13 | 43 | 55 | -12  |
| 7    | Nagaworld FC                 | 30  | 27 | 7  | 9 | 11 | 36 | 49 | -13  |
| 8    | Prey Veng FC                 | 23  | 27 | 6  | 5 | 16 | 45 | 62 | -17  |
| 9    | Kirivong Sok Sen Chey FC     | 20  | 27 | 5  | 5 | 17 | 34 | 62 | -28  |
| 10   | Angkor Tiger FC              | 18  | 27 | 5  | 3 | 19 | 35 | 75 | -40  |

|  | Qualification pour la poule championnat                                                  |
|  | T : Tenant du titre C : Vainqueur de la Coupe du Cambodge P : Promu de deuxième division |

- Après la fin du championnat le club Prey Veng FC annonce sa dissolution[2].

### Poule championnat
Les quatre premiers de la saison régulière jouent pour le titre en emportant les points acquis.
| Rang | Équipe                | Pts | J  | G  | N | P  | Bp | Bc | Diff |
| ---- | --------------------- | --- | -- | -- | - | -- | -- | -- | ---- |
| 1    | Preah Khan Reach FC C | 76  | 30 | 24 | 4 | 2  | 83 | 33 | +50  |
| 2    | Phnom Penh CrownT     | 68  | 30 | 21 | 5 | 4  | 69 | 33 | +36  |
| 3    | Visakha FC            | 48  | 30 | 15 | 3 | 12 | 57 | 46 | +11  |
| 4    | Boeung Ket Angkor     | 42  | 30 | 11 | 9 | 10 | 64 | 58 | +6   |

|  | Qualification pour la Challenge League de l'AFC 2024-2025                                |
|  | T : Tenant du titre C : Vainqueur de la Coupe du Cambodge P : Promu de deuxième division |

## Bilan de la saison
| Championnat du Cambodge de football 2023-2024                        |                                |
| Champion                                                             | Preah Khan Reach FC (3e titre) |
| Coupes et trophées                                                   |                                |
| Vainqueur de la Coupe du Cambodge 2023-2024                          | Preah Khan Reach FC            |
| Qualifications continentales                                         |                                |
| Challenge League de l'AFC 2024-2025                                  | Preah Khan Reach FC            |
| Promotions et relégations                                            |                                |
| Promus en Championnat du Cambodge de football                        | Life FC                        |
| Promus en Championnat du Cambodge de football                        | Ministry of Interior FA        |
| Relégués en Championnat du Cambodge de football de deuxième division | Prey Veng FC (dissolution)     |